# Вагановський потік
Вагановський потік (словац. Vahanovský potok) — річка в Словаччині, ліва притока Магурського Мутника, протікає в окрузі Наместово.
Довжина приблизно 4.2-6.5 км. Витік знаходиться в масиві Центральні Бескиди (геоморфологічна підодиниця Підбескидська Верховина — схил гори Копаниця) — на висоті близько 875 метрів. Протікає територією села Оравске Веселе.
Впадає в Магурський Мутник на висоті приблизно 720—725 метрів.